# Захватович, Ян
Ян Захватович (пол. Jan Zachwatowicz; 1900, Гатчина — 1983, Варшава) — польский архитектор и историк архитектуры, член Польской АН (1952) и Академии архитектуры в Париже (1967). Лауреат Государственной премии ПНР (1950).
Главный реставратор Варшавы, после разрушения города во время Второй мировой войны.

## Биография
Родился 4 марта 1900 года[по какому календарю?] в семье железнодорожника из Вильно, перебравшегося с семьёй в Гатчину.
Учился в Петербургском институте гражданских инженеров (1918—1924), входил в Общество любителей Петербурга.
В 1924 году перебрался в Польшу, поселился в Варшаве, где продолжил обучение в Варшавском политехе (1924—1930), где затем преподал (с 1925).
Занимался исследованиями древней архитектуры в Варшаве и Замостье. Исследования крепости Замостье и их изложение в соответствующей монографии были признаны за кандидатскую диссертацию. В 1937—1938 годах руководил восстановлением части городских стен Варшавского барбакана.
Во время войны Ян Захватович остался в оккупированной Варшаве, где председательствовал на кафедре Варшавского политеха, игнорируя фашистскую директиву о прекращении всякой научной деятельности. Для прикрытия вошёл в состав оккупационной градостроительной мастерской, что позволило прятать ценные коллекции и документы. Известно, что Я. Захватович с помощью чиновников вывез грузовиком 128 ящиков с негативами Центрального бюро инвентаризации памятников и разместил их у себя.
После войны он защитил докторскую диссертацию, стал профессором и возглавил кафедру польской архитектуры Варшавского политеха.
В 1945—1957 годах был главным хранителем памятников архитектуры Польши.
Участвовал в разработке проекта реконструкции Варшавы (1946). Под его руководством большое количество исторических улиц, домов и храмов, архитектурных памятников Варшавы и ряда польских городов были восстановлены в их довоенном виде.
По проекту Я. Захватовича в 1948—1950 годах был восстановлен Дворец Потоцких, намеренно разрушенный немцами после Варшавского восстания.
Он входил в комиссию по составлению Международной хартии по консервации и реставрации памятников (т. н. Венецианская хартия), принятой ИКОМОС в 1965 году.
Умер в Варшаве 18 августа 1983 года. Похоронен на кладбище Старые Повонзки.

## Награды и признание

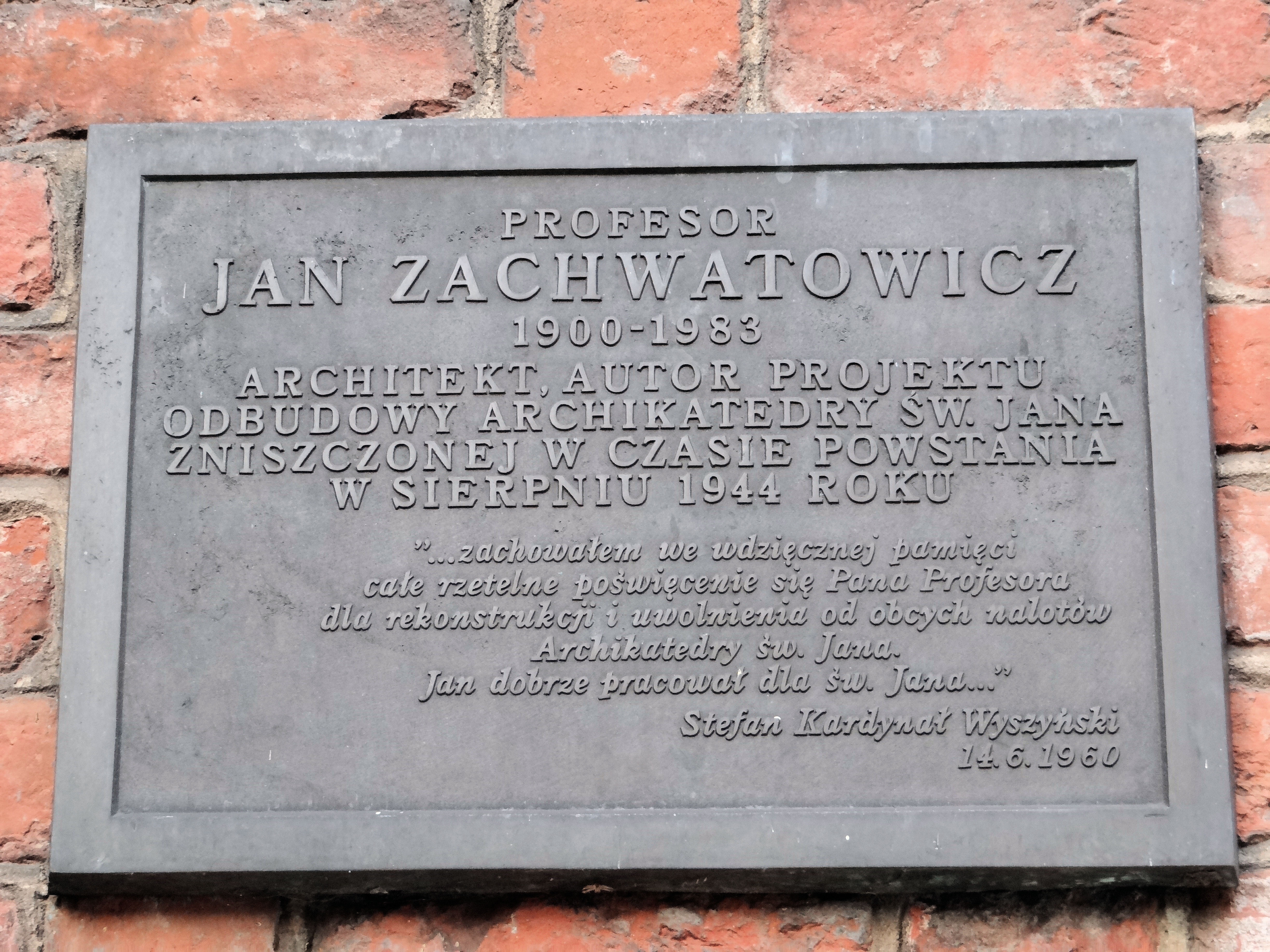
Мемориальная доска на Соборе Святого Иоанна Крестителя

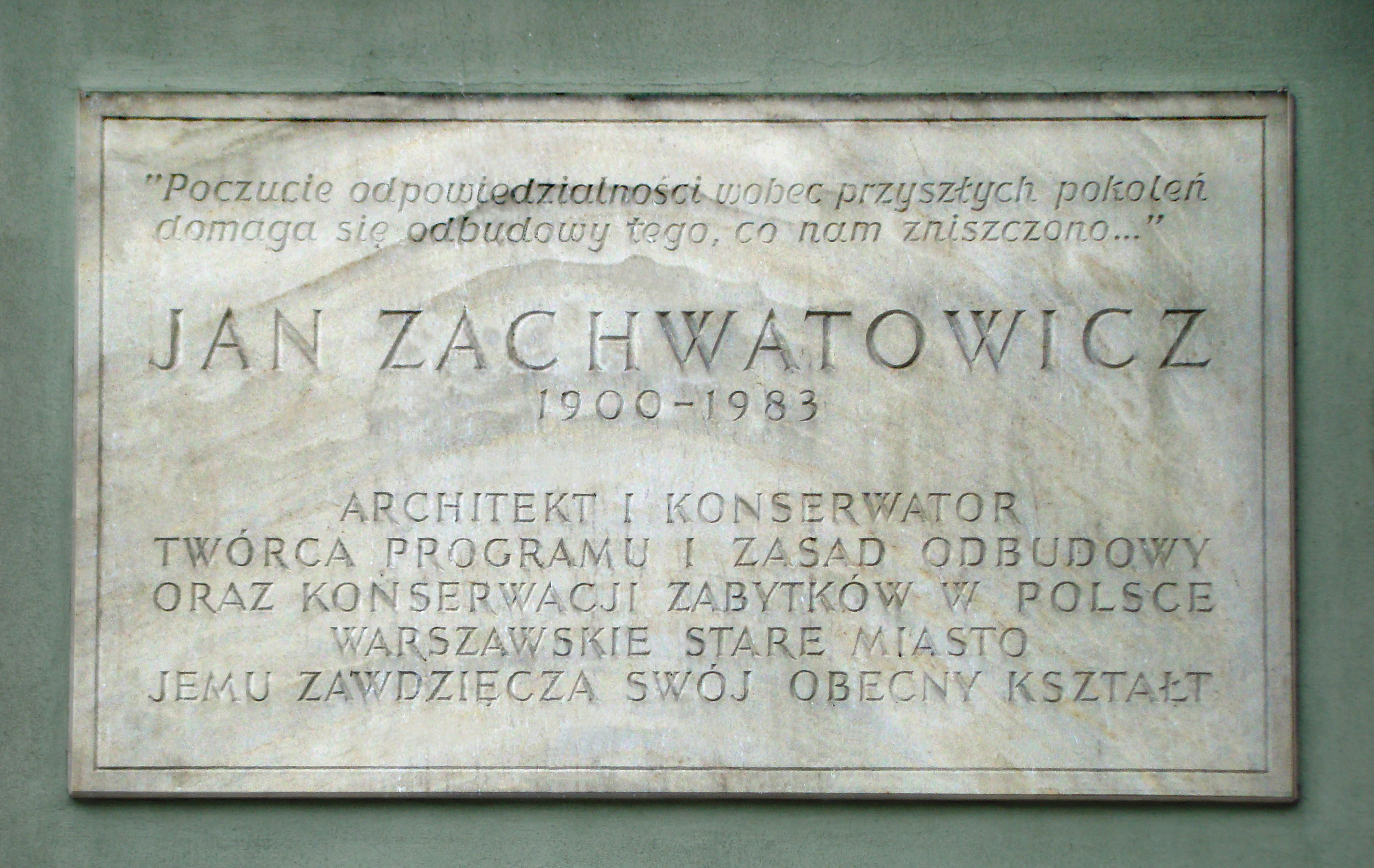
Мемориальная доска на Замковой площади

- Нобелевская премия Почета SARPS (1971).
- Орден Возрождения Польши 2-й степени: Командор со звездой
- Орден Возрождения Польши 3-й степени: Командор (1947)[5]
- Крест «За отвагу» (1939)

Лауреат Государственной премии ПНР (1950)
На Замковой площади Варшавы и Соборе Святого Иоанна Крестителя установлены памятные доски в честь Я. Захватовича.
Польским национальным комитетом ИКОМОС учреждена Международная премия имени профессора Яна Захватович.
В 2000 году режиссёром А.Краузе был снят фильм «Ян Захватович».

## Сочинения
- «Польская архитектура», Варшава, 1967 (Ochrona zabytków w Polsce, Warsz., 1965; Architektura polska, Warsz., 1966).
- «Крепость Замостье» в соавторстве с С. Гербстом
- «Крепость Модлин»
- «Программа и принципы реставрации памятников»

## Семья
Был женат на дочери Витольда Ходзько (1875—1954) — польского активиста, невролога и психиатра, Марии. Семья имела двух дочерей:
- Кристина Захватович, польская актриса театра и кино, жена кинорежиссера Анджея Вайды.
- Екатерина Захватович — певица (меццосопрано) и преподаватель. Автор книги «Польское бельканто», 2009 г.